# Şıxlar (Goranboy)
Şıxlar è un comune dell'Azerbaigian situato nel distretto di Goranboy. Conta una popolazione di 253 abitanti.